# Annita Demetriou
Annita Demetriou (grško: Αννίτα Δημητρίου), ciprska političarka, * 18. oktober 1985, Troulloi, Ciper.
Annita Demetriou je ciprska političarka, ki od junija 2021 opravlja funkcijo predsednica ciprskega predstavniškega doma, od marca 2023 pa tudi funkcijo predsednice Dimokratikos Synagermos (DISY; "Demokratični zbor"). Slednja vloga jo dejansko označuje kot vodjo opozicije sedanji vladi predsednika Nikosa Hristodulidesa.
Je prva ženska in hkrati najmlajša oseba, ki je zasedla kateregakoli od teh dveh vodilnih položajev. Od leta 2016 pa v predstavniškem domu zastopa tudi svoj domači okraj Larnaka.

## Zgodnje življenje in izobrazba
Annita Demetriou se je rodila 18. oktobra 1985 v vasi Troulli v okraju Larnaca. Leta 2007 je diplomirala iz družbenih in političnih ved na Univerzi na Cipru, nato pa magistrirala iz mednarodnih odnosov in evropskih študij na Univerzi v Kentu.

## Kariera
Demetrioujeva je delala na Ciprski univerzi kot predstavnica za odnose z javnostmi in kot predavateljica mednarodnih odnosov. Poleg tega je sodelovala s televizijsko postajo Capital TV kot posebna sodelavka in voditeljica osrednjega informativnega programa.
Je članica konservativne stranke Dimokratikos Synagermos (DISY)  Od 2012 do 2016 je bila članica krajevnega sveta v vasi Troulli; bila je  prva ženska, ki je tam zasedla to funkcijo. Leta 2016 je prvič kandidirala na parlamentarnih volitvah, kjer so jo sprva odstranili s seznama možnih kandidatov. Tiskovni predstavnik stranke Prodromos Prodromou je takrat dejal, da parlamentarne volitve »niso lepotno tekmovanje«. Po pritisku članov stranke ob odstranitvi demokratično izvoljenih kandidatov je bila ponovno uvrščena na seznam, nato pa bila izvoljena v parlament kot predstavnica okraja Larnaka leta 2016. Leta 2021 je bila ponovno izvoljena.
Demetrioujeva je bila podpredsednica Parlamentarnega odbora za enake možnosti moških in žensk ter Parlamentarnega odbora za izobraževanje in kulturo. Leta 2018 je bila tiskovna predstavnica predsedniškega kandidata Nicosa Anastasiadesa. Od februarja 2020 je podpredsednica stranke DISY. Aprila 2018 jo je francoska vlada povabila na konferenco Združenih narodov o podnebnih spremembah leta 2018, marca 2020 pa je za International Visitor Leadership Program spremljala primarne volitve v Združenih državah. Julija 2020 je skupaj s poslanko AKEL Skevi Koukouma pripravila zakon, ki kriminalizira seksizem in diskriminacijo žensk.
Demetrioujeva je bila 10. junija 2021 izvoljena za predsednico predstavniškega doma v drugem krogu glasovanja med sedmimi kandidati. Med njimi je bil tudi prvi kandidat in vodja levičarske stranke AKEL Andros Kyprianou. Podprli sta jo sredinska stranka Demokratična fronta in skrajno desna stranka ELAM. V drugem krogu je prejela 25 glasov v 56-članskem parlamentu, kar je bilo dovolj za izvolitev (potrebovala je najmanj 22 glasov). Bila je edina ženska kandidatka in prva ženska v zgodovini, ki je bila izvoljena na ta položaj, hkrati pa tudi najmlajša oseba, ki je kdaj zasedla ta položaj. V parlamentu je le osem žensk in predsednik Anastasiades je dejal, da je njena izvolitev poslala »močno sporočilo … vsem ciprskim ženskam, vsem državljanom Cipra, da si ženske lahko in morajo prizadevati za takšne položaje, ker si jih zaslužijo.« Je tudi prva članica stranke DISY, ki je postala predsednica parlamenta – ta položaj je bil doslej večinoma v rokah opozicijskih strank.
Predsednica predstavniškega doma je trenutno druga najvišja politična funkcija v državi, takoj za predsednikom. V prvem tednu svojega mandata je Demetrioujeva zmanjšala število svojih osebnih varnostnikov na 5. To je precej manj kot jih je imel njen predhodnik Adamos Adamou (8) in še bistveno manj kot njegov predhodnik Demetris Syllouris (15).
Annita Demetriou je bila 11. marca 2023 izvoljena za predsednico DISY, potem ko je prejela 69,18% glasov članov stranke. Njen edini protikandidat Demetris Demetriou je izgubil s 30,82%.

## Predsedsedovanje Predstavniškemu domu in DISY
Oktobra 2021 je Annita Demetriou predlagala zakon za boj proti nasilju nad ženskam, s katerim bi uvedli kaznivo dejanje femicida (spolno pogojen umor ženske). Zakon, sprejet z 38 glasovi za in 4 proti, je uvedel dosmrtno zaporno kazen za storilce femicida.
12. maja 2022 je na plenarnem zasedanju vložila predlog zakona za kazensko obravnavo medvrstniškega nasilja v šolah. Predlog predvideva do 12 mesecev zapora ali denarno kazen do 2.000 evrov za storilce ustrahovanja.
8. februarja 2024 je predlagala zakon, s katerim bi ukinili dosmrtne ugodnosti za nekdanje predsednike republike in predsednike predstavniškega doma. Predlog je vseboval tudi omejitve glede uporabe službenih vozil in tajniških storitev.
22. februarja 2024 je predlagala zakon, ki bi omogočil glasovanje po pošti za volitve v Evropski parlament za prebivalce, ki živijo v tujini. Cilj te pobude je povečati volilno udeležbo in zmanjšati stroške z odpravo volišč zunaj države.
9. novembra 2024 je, kot vodja opozicije proti vladi predsednika Christodoulidesa, prvič v zgodovini Cipra napovedala ustanovitev kabineta v senci.

## Osebno življenje
Demetrioujeva je po rodu ciprska Grkinja. Od leta 2013 je poročena z Andreasom Kyprianoujem.